# ABCDE klasifikace
ABCDE klasifikace je typem socioekonomické klasifikace. Používá se k rozřazování domácností za účelem správného a efektivního zacílení reklamy na její konzumenty. Ve své současné podobě se používá v České republice od ledna 2013.
Název klasifikace je tradiční a vychází z označení jednotlivých skupin, do kterých se domácnosti rozdělují, kdy A je nejvyšší a E nejnižší. Klasifikace také nepracuje s jednotlivci, ale s celými domácnosti, vychází totiž z předpokladu, že osoby v jedné domácnosti spolu sdílejí stejnou socioekonomickou úroveň.

## Historie klasifikace
Do roku 2005 se v ČR používalo více definic, což mohlo působit nejasnosti. Po požadavcích na standardizaci, především od mediálních agentur, byla ustanovena pracovní skupina, sestávající ze zástupců výzkumných a mediálních agentur a mediálních asociací. Z činnosti této pracovní skupiny vzešly dvě nové ABCDE klasifikace – ESOMAR (ES) verze a „Česká národní“ (CZ) verze s kategoriemi A, B, C1, C2, D, E1, E2 a E3, které se od roku 2006 začaly standardně užívat.
Verze ESOMAR volně navázala na ESOMAR Social Grade z roku 1997. Sestávala z povolání a vzdělání hlavy domácnosti (osoby s nejvyšším příjmem) a dále také z vybavení domácnosti deseti vybranými předměty. Oproti verzi z roku 1997 upravila škály vzdělání hlavy domácnosti, změnil se seznam předmětů vybavenosti a došlo ke klíčovému primárnímu rozřazení podle ekonomické aktivity hlavy domácnosti. Verze CZ kombinovala verzi ES s příjmem domácnosti.
Obě verze byly standardem do roku 2012, kdy Asociace televizních organizací souhlasila se vznikem nové klasifikace. Tu připravila agentura Mediaresearch (dnes Nielsen Admosphere). Ta se začala používat v lednu 2013 v peoplemetrovém měření, později se přidali i NetMonitor, zkoumající internet, Radioprojekt (rozhlas) a MEDIA PROJEKT (tisk).
V roce 2016 byla tato ABCDE klasifikace zavedena v Bulharsku.

## Konstrukce nové ABCDE klasifikace
Při konstrukci nové ABCDE byla zachována ordinální klasifikace domácností, stejně jako 8 kategorií A až E, spojených s arabskými číslicemi. Cílem bylo zjednodušit dotazovou situaci, která je potřebná pro zisk dat.
Nepoužívá se měsíční příjem ani konkrétní povolání hlavy domácnosti. Kontroverzní byla neexistence sociálních tříd, tedy od sebe jasně oddělených vrstev společnosti. Opuštěno bylo také od snah o srovnatelnost se zahraničím, o socioekonomickém statutu se tak zde uvažuje jako relativním ve vztahu k místu (zemi) a času.
Základem klasifikace je tzv. socioekonomické skóre domácnosti. To je odhadem příjmového indexu na základě znalosti hodnot proměnných. Příjmový index se počítá jako příjem domácnosti / referenční příjem domácnosti. Ten říká, kolikrát je domácnost příjmově bohatší oproti referenčnímu příjmu. K výpočtu referenčního příjmu domácnosti slouží vzorec ve tvaru 9000 + 9000 * dospělí + 4500 * děti. Dospělými se rozumí počet členů domácnosti ve věku 19 let a více, dětmi počet členů domácnosti ve věku 0 až 18 let včetně.
Složením domácnosti se myslí počet ekonomicky aktivních členů, profesní status hlavy dosazuje do vzorce body, převedené od nezaměstnanosti, přes nižší a vyšší zaměstnance až po podnikatele. Předměty, které se hodnotí ve vybavenosti, jsou automobil mladší 10 let, chata/chalupa, internetové připojení, elektrická vrtačka a mikrovlnná trouba. Vzdělávání zohledňuje nejvyšší dosažené vzdělání hlavy domácnosti, od základní školy po vysokoškolské magisterské a vyšší. Za proměnnou kraj se skrývá průměrná mzda v daném kraji dle dat ČSÚ.
Nová ABCDE klasifikace se dělí do kategorií A, B, C1, C2, C3, D1, D2, E, každá z nich je v české populaci rovnoměrně zastoupena přibližně 12,5 %. Každým rokem dochází k mírné úpravě mezí pro skóre.